# 13415 Stevenbland
13415 Stevenbland eller 1999 UT25 är en asteroid i huvudbältet som upptäcktes den 29 oktober 1999 av Catalina Sky Survey projektet. Den är uppkallad efter Steven Bland.
Asteroiden har en diameter på ungefär 2 kilometer och den tillhör asteroidgruppen Nysa.